# Nile Kinnick
College Football Hall of Fame 1951
Nile Clarke Kinnick Jr (né le 9 juillet 1918 à Adel et mort le 2 juin 1943 dans la Péninsule de Paria) est un joueur américain de football américain. 

## Enfance
Kinnick naît le 9 juillet 1918 à Adel dans l'Iowa. Il est le fils de Nile Clarke Sr et Francis Clarke. Son grand-père maternel, George W. Clarke fut pendant quatre ans gouverneur de l'Iowa. Alors qu'il est encore petit, il joue dans une ligue régional de jeune joueur de baseball où il joue avec Bob Feller, futur joueur professionnel.
Il étudie à la Adel High School où il intègre les rangs de l'équipe de football américain. Alors qu'il vient d'arriver, il conduit son équipe à une saison sans défaite. Il joue aussi dans l'équipe de basket-ball et marque 485 points.
Il doit faire sa dernière année dans le Nebraska après que son père ait trouvé un travail à Omaha. Il fait son année de senior à la Benson High School. En Basket-ball, Benson termine à la troisième place du championnat universitaire du Nebraska alors que l'équipe de baseball remporte le titre de champion de l'État.

## Carrière

### Université
Il entre à l'université de l'Iowa après avoir été recruté par l'entraîneur Ossie Solem et est nommé cocapitaine de l'équipe des freshman (nouvelles recrues). Il joue aussi au basket-ball et au baseball. Néanmoins après la saison 1936, Solem quitte l'Iowa pour être l'entraîneur de l'université de Syracuse; il est remplacé par Irl Tubbs. Malgré la saison décevante de l'Iowa, Kinnick s'illustre et commence à attirer l'attention de la presse. 
En 1938, il reçoit une mention honorable de la Big Ten Conference et des rumeurs commencent à naître, selon lesquelles Kinnick aurait joué avec une cheville cassée. 
Pour sa dernière saison, cette fois-ci sous les ordres d'Eddie Anderson, Kinnick va remporter les plus grands trophée et récompenses du pays, notamment grâce à la très bonne saison des Hawkeyes avec un 6-1-1.

### Refus de poursuivre sa carrière
Kinnick est sélectionné pour jouer le College All-Star Game face aux Packers de Green Bay, les champions de la NFL. Durant ce match, Kinnick marque deux touchdowns et marque quatre transformations (extra point).
Après cela, Kinnick se voit ouvrir les portes du professionnalisme. En effet, il est sélectionné au second tour du draft de la NFL de 1940 par les Dodgers de Brooklyn. Il se voit proposer un salaire de dix mille dollars par an soit mille dollars par match. Néanmoins, il refuse et ne désire pas continuer sa carrière. Il pense un moment s'engager en politique, notamment auprès du Parti républicain. Mais à part la campagne de 1940 où il apporte son soutien au candidat républicain Wendell Willkie, Kinnick ne va développer un grand intérêt pour ce terrain.

## Engagement dans la marine américaine et décès
Après la fin de ses études, Kinnick est intégré dans la réserve nationale de la Marine américaine. Il désirait devenir pilote de combat.
Le 2 juin 1943, l'USS Lexington fait un vol de routine, survolant la côte du Venezuela, dans le golfe de Paria. Néanmoins, une importante perte d'essence oblige Kinnick à tenter un atterrissage d'urgence sur l'eau, mais il meurt durant la manœuvre. Kinnick est le premier lauréat du Trophée Heisman à mourir.

## Honneurs
Une école militaire américain basé à Yokohama au Japon est appelé Nile C. Kinnick High School. Le numéro #24 de Kinnick est retiré des effectifs des Hawkeyes de l'Iowa et il est intronisé au College Football Hall of Fame en 1951.